# Brookbäke (Hasbruch)
Die Brookbäke (Hasbruch) ist ein Fließgewässer im niedersächsischen Landkreis Oldenburg.
Der etwa 11 km lange Bach fließt in den Gemeinden Ganderkesee und Hude. Er hat seine Quelle westlich von Bergedorf und fließt in nördlicher Richtung durch Steinkimmen und am Falkensteinsee vorbei, bevor er unter der Bundesautobahn 28 hindurchführt. Anschließend durchfließt die Brookbäke den Hasbruch von Süden nach Norden, um sich südwestlich von Hude mit der Kimmer Bäke zur Berne, im Volksmund  Huder Bach genannt, zu vereinigen.
Der gesamte Bachlauf wurde durch Ausbaumaßnahmen stark beeinträchtigt. Nördlich der Autobahn wurde er vollständig begradigt und stark eingetieft. Die Naturschutzstiftung des Landkreises Oldenburg hat die Flächen entlang der Brookbäke zwischen der Autobahn und dem Hasbruch erworben und in den Jahren 2006 bis 2008 den Bachlauf der Brookbäke durch neue Mäander wieder verlängert. Weitere Mäander entstanden auf der Jagdhüttenwiese im Hasbruch. 
2010 wurde im Hasbruch ein 12,5 m hoher hölzerner Aussichtsturm fertiggestellt, von dem man einen Überblick über den neuen Verlauf der Brookbäke in der Jagdhüttenwiese erhält. 